# Giray Kaçar
Remzi Giray Kaçar (Alaşehir, 15 marzo 1985) è un ex calciatore turco, di ruolo difensore.

## Palmarès

### Club

#### Competizioni nazionali
- Coppa di Turchia: 1

Trabzonspor: 2009-2010
- Supercoppa di Turchia: 1

Trabzonspor: 2010